# Pozieres Memorial
Pozieres Memorial is een oorlogsmonument gelegen in de Franse gemeente Pozières in het departement Somme. Het is opgericht rond de Commonwealth War Graves Commission begraafplaats Pozieres British Cemetery en begrenst het langs drie zijden.
Het monument herdenkt 14.655 omgekomen Britse en Zuid-Afrikaanse soldaten zonder gekend graf uit de Eerste Wereldoorlog. Hun namen staan gebeiteld op de panelen langs drie zijden van de begraafplaats. Ze sneuvelden tijdens de gevechten aan de Somme van 21 maart tot 7 augustus 1918. De korpsen met de meeste vermisten waren de Rifle Brigade, de Durham Light Infantry, het Machine Gun Corps, het Manchester Regiment en de Royal Horse en Royal Field Artillery.
Het monument is een ontwerp van William Cowlishaw en de sculptuur van Laurence A. Turner.

## Victoria Cross
Tussen de vermisten staan ook de namen van drie militairen die werden onderscheiden met het Victoria Cross (VC):
- Herbert George Columbine, soldaat bij het 9th Sqdn Machine Gun Corps (Cavalry). Hij was 24 jaar toen hij sneuvelde op 22 maart 1918.[1]
- Edmund De Wind, onderluitenant bij het 15th Bn. Royal Irish Rifles. Hij was 34 jaar toen hij sneuvelde op 21 maart 1918.[2]
- Wilfrith Elstob, luitenant-kolonel bij het Manchester Regiment. Hij werd ook onderscheiden met de Distinguished Service Order (DSO) en het Military Cross (MC) en was 29 jaar toen hij sneuvelde op 21 maart 1918.[3]